# Almah
Almah war eine brasilianische Melodic-Power-Metal-Band aus São Paulo.

## Geschichte
Ursprünglich war Almah ein Soloprojekt des Sängers Edu Falaschi (ehem. Angra, Mitrium, Venus, Symbols), aus dem sich nach Erscheinen des gleichnamigen Debütalbums 2006 eine vollständige Band formierte. Das deutsche Musiklabel AFM Records erwarb ab 2008 die internationalen Vertriebsrechte an den Studioalben und ließ mehrere Musikvideos mit der Band produzieren. Nach dem Erscheinen ihres fünften Albums E.V.O. löste sich die Band einvernehmlich auf.

## Diskografie

### Studioalben
- 2006: Almah (CD; Rock Brigade Records)
- 2008: Fragile Equality (CD; Laser Company Records) Deutschland-Vertrieb via AFM Records.
- 2011: Motion (CD; Laser Company Records) Internationaler Vertrieb via AFM Records.
- 2013: Unfold (CD; Substancial Music)
- 2016: E.V.O. (CD; MS Metal Records) Deutschland-Vertrieb via Pride & Joy Music.

### Kompilationen
- 2015: Within the Last Eleven Lines (MP3; MS Metal Records)

## Musikvideos
- 2011: Trace Of Trait
- 2011: Late Night In ´85
- 2012: Days Of The New
- 2013: Living And Drifting
- 2014: Believer (Regie: Diogo Araújo)
- 2016: Speranza (Regie: Rodrigo Rossi)
- 2017: Pleased To Meet You (Regie: Rodrigo Rossi)